# Ústav teoretické a aplikované mechaniky Akademie věd České republiky
Ústav teoretické a aplikované mechaniky Akademie věd České republiky se zabývá teoretickým zkoumáním mechaniky tuhé fáze. Je orientován zejména na dynamiku konstrukcí, nelineární mechaniku, mechaniku materiálů mechaniku porušování, mikromechaniku, biomechaniku a mechaniku zemin, na analýzu vlastností konstrukcí.

## Historie
Ústav byl založen v roce 1921 pod názvem Výzkumný a zkušební ústav hmot a konstrukcí stavebních při Českém vysokém učení technickém v Praze. V roce 1958 sídlil ústav i v bývalém klášteře Na Slovanech. V roce 1962 vydalo usnesení o reorganizaci ústavu a jeho rozdělení na dvě nezávislé jednotky – ÚTAM ČSAV a Stavební ústav, který se stal součástí ČVUT v Praze. V roce 1980 měl ústav pět vědeckých oddělení a odloučené pracoviště v Plzni. V roce 1989 došlo k větším zásahům do struktury ústavu a byla provedena administrativní redukce pracovníků, někteří byli propuštěni, někteří převedeni na vysoké školy, oddělilo se pracoviště v Plzni.